# ستيفن ميلز
ستيفن ميلز (بالإنجليزية: Stephen Mills)‏ هو موظف مدني أسترالي، ولد في 23 سبتمبر 1857 في سيدني في أستراليا، وتوفي في 1 نوفمبر 1948.